# Хованское (Московская область)
Хованское — деревня в городском округе Истра Московской области России. Население — 18 чел. (2010), к деревне приписаны 7 садоводческих некоммерческих товариществ (СНТ).

## Население
| 1852 | 1859 | 1886 | 1890 | 1899 | 1926 | 2002 |
| ---- | ---- | ---- | ---- | ---- | ---- | ---- |
| 117  | ↘112 | ↗144 | ↗163 | ↘106 | ↗234 | ↘8   |
| 2006 | 2010 |      |      |      |      |      |
| ↘5   | ↗18  |      |      |      |      |      |

## География
Деревня Хованское находится на западе Московской области, в восточной части городского округа Истра, примерно в 13 километрах к востоку от Истры, в 8 километрах (по шоссе) к северу от пгт Снегири, там же ближайшая железнодорожная станция, у истоков реки Дарья, впадающей в Даренку, высота центра деревни над уровнем моря — 212 м. Соседние населённые пункты — Селиваниха в 2,5 км на юг и Дедово-Талызино — в 1,5 км восточнее.

## История
Сельцо Козмодемьянское известно с конца XVI века, по сведениям 1623 года принадлежало Сабуровым, в 1634 году куплено неким Борщёвым, в 1683 году — князем Петром Ивановичем Хованским, построивший здесь в 1687 году первую церковь Знамения Богородицы. С середины XVIII века сельцом владели граф Александр Иванович Шувалов, генерал-адъютант Пётр Варфоломеевич Нечаев, полковник Алексей Данилович Дурново, коллежский асессор Андрей Андреевич Бодиско и другие. В 1758 году взамен прежней была построена новая, также деревянная, церковь, того же посвящения. В 1824 году храм, к тому времени уже приписанный к церкви соседнего села Надовражино, собирались упразднить, как пришедий в ветхость, но, владелица села Анна Ивановна Бодиско исправила ветхости и положила церкви 500 рублей в год на содержание. Храм простоял до 1946 года, когда был сломан местными жителями.

Церковь Знамения Богородицы. Разрушена в 1946 году

В XVII—XVIII веках деревня относилась к Горетову стану Московского уезда, в конце XVIII века вошла в Воскресенский, затем в Звенигородский уезд Московской губернии. В начале XIX века в селе Козмодемьянском, Хованское тож, проживали 9 дворовых и 120 крестьян, в начале XIX века — 27 изб, 52 мужчины и 70 женщин.
В середине XIX века село Козмодемьянское (Хованское) 2-го стана Звенигородского уезда Московской губернии принадлежало Анне Митрофановне Андреевой, в селе было 17 дворов, церковь, крестьян 52 души мужского пола и 65 душ женского.
В «Списке населённых мест» 1862 года — казённое село 2-го стана Звенигородского уезда по правую сторону Московского почтового тракта в направлении из Москвы в Волоколамск, в 25 верстах от уездного города и 12 верстах от становой квартиры, при речке Самаринке, с 15 дворами, православной церковью и 112 жителями (62 мужчины, 50 женщин).
В 1886 году село Хованское входило в состав Еремеевской волости Звенигородского уезда, в нём насчитывалось 18 дворов, проживало 144 человека.
В 1899 году в селе 106 жителей.
По данным на 1911 год число дворов составляло 26, располагалась усадьба А. П. Дюшен.
По материалам Всесоюзной переписи населения 1926 года — село Еремеевского сельсовета Еремеевской волости Воскресенского уезда Московской губернии, в 4,8 км от Волоколамского шоссе и 7,5 км от станции Снегири Балтийской железной дороги; проживало 234 человека (116 мужчин, 118 женщин), насчитывалось 49 хозяйств, из которых 48 крестьянских, имелась школа 1-й ступени.
С 1929 года является населённым пунктом Московской области в составе Еремеевского сельсовета Воскресенского района (1929—1930), Еремеевского сельсовета Истринского района (1930—1939), Козино-Нефедьевского сельсовета Истринского района (1939—1954), Ленинского сельсовета Истринского района (1954—1957, 1960—1963, 1965—1994), Ленинского сельсовета Красногорского района (1957—1960), Ленинского сельсовета Солнечногорского укрупнённого сельского района (1963—1965), Ленинского сельского округа Истринского района (1994—2006), городского поселения Снегири Истринского района (2006—2017), городского округа Истра (с 2017).